# Kalan (pečuški biskup)
Kalan, rimokatolički biskup i visoki dužnosnik. Bio je biskup pečuške biskupije i gubernator Hrvatske i Dalmacije od 1190. do 1193. godine. Pomagatelj zagrebačkog biskupa Dominika.